# Rhathymus insignis
Rhathymus insignis là một loài Hymenoptera trong họ Apidae. Loài này được Dominique mô tả khoa học năm 1898.